# 菊池神社 (菊池市)
菊池神社（きくちじんじゃ）は、熊本県菊池市に鎮座する神社である。南北朝時代に南朝側で戦った菊池氏の3代を祭る。建武中興十五社のうちの一社である。旧社格は別格官幣社で現在神社本庁の別表神社。
境内に菊池歴史館があり、菊池千本槍など菊池氏500年の歴史の遺物が展示されている。桜の名所としても知られている。

## 祭神
菊池氏は後醍醐天皇の倒幕戦争に加わり、南北朝時代には九州における南朝の主柱として奮戦した。当時の菊池家当主である菊池武時（第12代）、武重（第13代）、武光（第15代）の父子を主祭神に祀る他、菊池氏の一族26柱を配祀する。

## 歴史
慶応4年（1868年）に熊本藩から明治新政府の参与に出仕した長岡護美が、菊池氏と加藤清正のために神社を創建する案を建議した。同年7月18日、太政官政府はこの建言を採択し、熊本藩に両者の祭祀を執行するよう命じた。そこで熊本藩は、清正のために熊本城内に錦山神社を建て（現加藤神社）、菊池氏のために菊池城址に菊池神社を建てた。菊池神社の鎮座祭は明治3年（1870年）4月28日に行われ、この時に主祭神を菊池武時とし、武重と武光を配祀神とした。
明治6年（1873年）5月に郷社に列され、8年（1875年）7月には県社に昇格したが、その10月24日に楠木正成を祭る楠社（現湊川神社）が別格官幣社なのに菊池神社が県社では不公平だと白川県が教部省に願い出た。3年後の同11年（1878年）1月10日に名和神社とともに別格官幣社に列した。あわせて、その時まで配祀されていた武重、武士、武光、武政、武朝の5人に加え、菊池氏に従って戦った一族他家の将士も配祀することになった。同年6月3日に、菊池武時が戦死した元弘3年3月13日を太陽暦に換算した5月5日を例祭日に定めた。
大正12年（1923年）に配祀されていた武重と武光を主神に加えた。
昭和26年（1951年）に宗教法人法が公布されたのをうけ、昭和27年（1952年）9月13日に宗教法人菊池神社となった。

### 年表
- 慶応4年（1868年・明治元年）7月18日 - 太政官が熊本藩に菊池氏の祭祀を命じた。
- 1873年（明治6年）5月 - 郷社になった。
- 1875年（明治8年）7月 - 県社になった。
- 10月24日 - 白川県が別格官幣社への昇格を教部省に願い出た。
- 1878年（明治11年）1月10日 - 太政官が菊池神社を別格官幣社に昇格させた。菊池武重以下の将士を配祀するよう指示した。
- 1月31日 - 熊本県大書記官北垣国道が勅使代理として菊池神社で別格官幣社被列祭典を執行した[7]。
- 6月3日 - 例祭日を5月5日に定めた。
- 1879年（明治12年）10月30日 - 太政官が別格官幣社の中での菊池神社の順序を護王神社の次にすると定めた[8]。
- 1923年（大正12年） - 菊池武重と武光を主祭神にした。
- 1931年（昭和6年）11月12日 - 県内で行われた陸軍特別大演習参加中の昭和天皇が行幸[9]。
- 1952年（昭和27年）9月13日 - 宗教法人菊池神社となった。
- 2012年（平成24年）4月1日 - 熊本県の旧県民歌「菊池盡忠の歌」を奉納する集いが開催される。

## 社殿
本殿は三間社流造、棟に千木・鰹木を置く。拝殿は桁行5間梁間3間の入母屋造平入、正面中央に3間の向拝を付す。ともに屋根は銅板葺。

## 摂末社
- 摂社・城山神社（菊池武房（菊池家第10代当主の菊池武房）・同重朝（同21代当主の重朝））
- 別宮・雲上宮（懐良親王・良成親王）
- 末社・稲荷神社（倉稲魂神）・生目神社（生目神）

## 文化財
（件名後の括弧内は指定の種別と年月日）
重要文化財（国指定）
- 絹本著色伝菊池能運像
- 菊池神社文書 4巻（41通）

## 交通アクセス
- 熊本桜町バスターミナルより熊本電鉄バス菊池温泉ゆきに乗車し終点「菊池温泉・市民広場前」下車、徒歩11分（860m）。
  - 「菊池温泉・市民広場前」にはJR九州豊肥本線肥後大津駅より九州産交バス山鹿温泉ゆきに乗車しても向かうことができる。
- 九州自動車道植木インターチェンジより14㎞。

## 関連図書
- 安津素彦・梅田義彦編集兼監修者『神道辞典』神社新報社、1968年、23頁
- 白井永二・土岐昌訓編集『神社辞典』東京堂出版、1979年、113頁
- 鈴木喬『熊本の神社と寺院』熊本日日新聞社、1980年、70-71頁
- 角川日本地名大辞典編纂委員会編『角川日本地名大辞典43 熊本県』角川書店、1987年、374頁